# Vencer el pasado
Vencer el pasado è una telenovela messicana prodotta da Rosy Ocampo per Televisa e trasmessa su Las Estrellas dal 12 luglio 2021 al 5 novembre 2021.

## Trama
La telenovela segue quattro donne che cercano di superare le disgrazie. Rendendosi conto che ciò che viene pubblicato sui social media non viene mai cancellato, devono trovare una soluzione per vivere nel presente e concentrarsi su un futuro positivo se vogliono superare gli ostacoli del passato.

## Personaggi
- Renata Sánchez Vidal, interpretata da Angelique Boyer
- Darío Valencia Grimaldi / Mauro Álvarez, interpretato da Sebastián Rulli
- Carmen Medina de Cruz, interpretata da Erika Buenfil
- Fabiola Mascaró Zermeño, interpretata da África Zavala
- Camilo Sánchez, interpretato da Manuel "Flaco" Ibáñez
- Sonia Vidal de Sánchez, interpretata da Leticia Perdigón
- Javier Mascaró Zermeño, interpretato da Ferdinando Valencia
- Alonso Cancino, interpretato da Horacio Pancheri
- Ariadna López Hernández de Falcón, interpretata da Claudia Álvarez
- Claudio Fonseti, interpretato da Matías Novoa
- Otto Sirgo como Eusébio Valencia, interpretato da Otto Sirgo
- María "Mary", interpretata da Dacia González
- Gemma Corona Albarrán, interpretata da Valentina Buzzurro
- Cristina Durán Bracho, interpretata da Jade Fraser
- Mariluz Blanco Martínez, interpretata da Arantza Ruiz
- Brenda Zermeño de Mascaró, interpretata da Gabriela Rivero e Maya Ricote (da giovane)
- Heriberto Cruz Núñez, interpretato da Roberto Blandón
- Efigenia Cruz "Doña Efi", interpretata da Beatriz Moreno
- Ana Solís, interpretata da Cynthia Alesco
- Natalia Raitelli, interpretata da Arena Ibarra
- Rodrigo Valencia, interpretato da Luis Curiel
- Erik Sánchez Vidal, interpretato da Miguel Martínez
- Ulises Cruz Medina, interpretato da Sebastián Poza
- Isidro Roca Benavides, interpretato da Iván Bronstein
- Arturo Álvarez, interpretato da Alberto Lomnitz
- Dimitrio "Dimi" Pacheco, interpretato da Andrés Vásquez
- Danna Cruz Medina, interpretata da Ana Paula Martínez
- Oliver Cruz Medina, interpretato da André de Regil
- André Real
- Wendy Tinoco, interpretata da Camila Nuñez
- Padre Antero, interpretato da Carlos Bonavides
- Zoila Martínez de Blanco, interpretata da Gabriela Núñez
- Gaudencio Blanco, interpretato da Ignacio Guadalupe
- Norma Blanco Martínez, interpretata da Andrea Locord
- Benito, interpretato da Elías Toscano
- Eleazar Tolentino, interpretato da Cruz Rendel
- José Blanco Martínez, interpretato da Fernando Manzano Moctezuma
- Marco Blanco Martínez, interpretato da Ricardo Manuel Gómez
- Lisandro Mascaró, interpretato da Leonardo Daniel
- Norberto Correa, interpretato da Eugenio Montessoro
- Miriam, interpretata da Clarisa González
- Emilio Bravo
- Teresa "Tere", interpretata da Karina Kleinman
- Rita Lozano, interpretata da María Perroni
- Moisés González, interpretato da Enrique Madrid Mendoza
- Rocío Leal